# Blaubart (Marlitt)
Blaubart ist eine Novelle (Familiengeschichte, Liebesgeschichte), die E. Marlitt 1866 in der Familienwochenschrift Die Gartenlaube veröffentlicht hat (Hefte 27–31/32). Nach der Erzählung Die zwölf Apostel und dem Roman Goldelse war das Werk die dritte Publikation der Autorin. Die erste Buchausgabe, die die Novelle enthielt, war der 1869 vom Herausgeber der „Gartenlaube“, Ernst Keil, publizierte Sammelband Thüringer Erzählungen.
Die Novelle erzählt die Geschichte der jungen Lilli, die als Unbeteiligte in eine alte Familienfehde gerät und dazu beitragen kann, dass die Angelegenheit zwei Generationen später geklärt und die Feindschaft beigelegt wird.

## Handlung

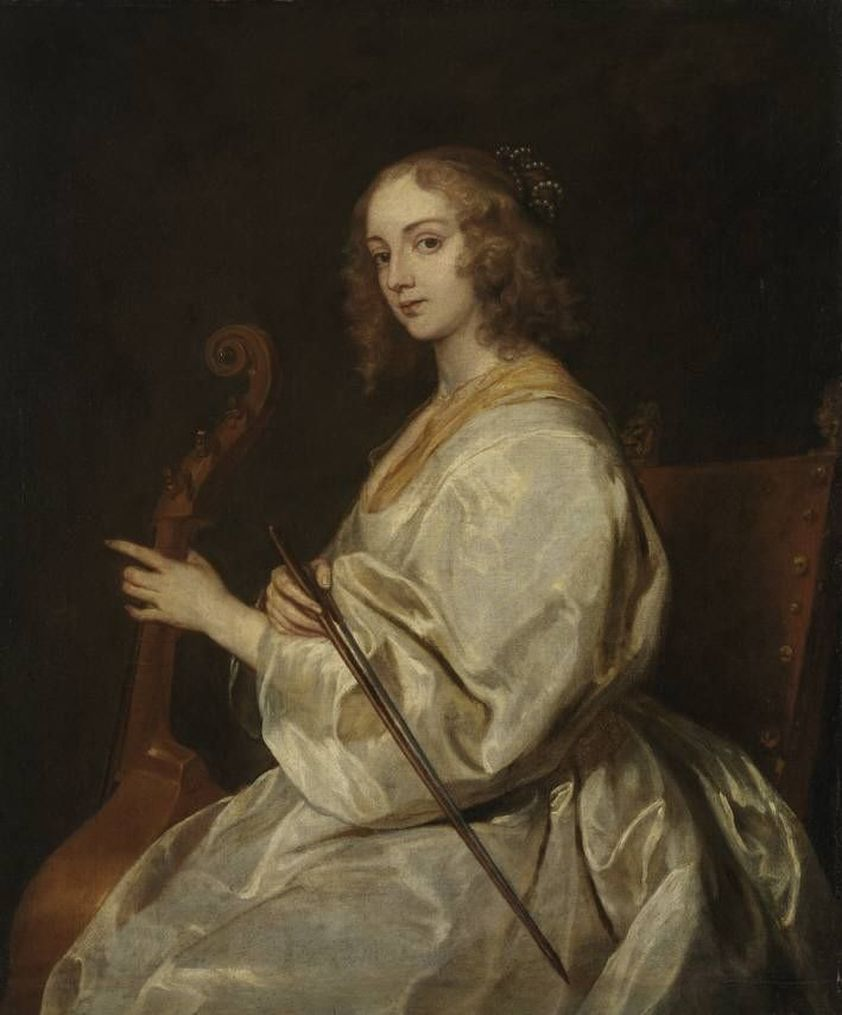
Anthonis van Dyck: Bildnis der Ehefrau des Malers, Mary Ruthven (um 1638). Ursprung des Familienzwistes in der Novelle ist ein „wunderholde[s] Mädchenantlitz“ van Dycks.

Ort der Handlung ist die unbestimmte thüringische Stadt R., die Zeit das 19. Jahrhundert. Grundstück an Grundstück leben die Vettern Hubert und Erich Dorn mit ihren Familien. Ihr Einvernehmen ist so gut, dass sie sich einen Pavillon teilen, der gerade auf der Grundstücksgrenze steht und in dem sie im Sommer gemeinsam essen. Nachdem beide Seiten Kunstwerke zu sammeln beginnen, entsteht jedoch eine Rivalität, die eskaliert, als Hubert durch eine Erbschaft ein Gemälde van Dycks zufällt, um das Erich ihn sehr beneidet. Das Gemälde verschwindet spurlos, ohne dass es gelingt, Erich den Diebstahl nachzuweisen.
Viele Jahre später – die feindlichen Vettern sind längst nicht mehr am Leben – kehrt in das eine der beiden Häuser der junge Herr von Dorn zurück, ein geadelter Urenkel Hubert Dorns. In seiner Begleitung befinden sich eine mysteriöse, stets verschleierte junge Frau (Beatrice) und ein „Neger in Livree“. Bewohnerin des anderen Hauses ist Hofrätin Falk, Erichs Enkeltochter und einzige noch lebende Nachfahrin. Ihre Lieben nennen sie Bärbchen. Bärbchen hat ein Handicap: sie kam mit nur einem Arm zur Welt. Der Vater des jungen Herrn von Dorn hatte sie, als sie beide noch Kinder waren, wegen dieser Behinderung einmal grausam beleidigt. Als junge Frau hat Bärbchen sich dann einer schmerzhaften Lektion in Sachen Ehrlichkeit unterziehen müssen: die Armprothese, mit der ihr wohlmeinender Vater ihre Behinderung zu kaschieren versucht hat, schlug den ersten Mann in die Flucht, der an Bärbchen Interesse gezeigt hatte. Freilich fand sich ein weiterer Bewerber, der die reiche Erbin dann auch geheiratet hat. Inzwischen ist Bärbchen Witwe. Ihre liebste Gesellschaft ist Lilli aus Berlin, die Tochter einer Jugendfreundin und – wie der Leser erst später erfahren wird – des Mannes, der einst leidenschaftsentbrannt nach Bärbchens Prothese gegriffen und dabei entdeckt hatte, dass da kein Arm war.
Die Handlung setzt damit ein, dass Lilli zu ihrem alljährlichen Sommerbesuch bei Bärbchen eintrifft. Wie immer warnt Bärbchen sie davor, sich um das Nachbargrundstück zu scheren. Bärbchen kennt den jungen Herrn von Dorn nicht, liegt mit ihm aber im Zwist, teils aufgrund des Familienstreits, teils da er gerichtlich durchgesetzt hat, den Pavillon abreißen zu dürfen. Das letztere geht ihr besonders empfindlich nahe, denn Erich Dorns mysteriöse letzte Worte waren gewesen: „der Pavillon!“ Das gegnerische Grundstück ist hinter Zaun und Hecke gut verborgen; nur ein Fenster des Pavillons bietet noch freien Blick. Lilli besitzt eine romantische Disposition, und das Gerede der Dienstboten, dass der Nachbar, wie ein Blaubart, die geheimnisvolle verschleierte Frau versteckt und gefangen hält und von dem unheimlichen Afrikaner bewachen lässt, reizt ihre Fantasie und ihre Neugier unwiderstehlich. Natürlich späht sie eines Abends aus dem verbotenen Fenster. Dort hört sie Herrn von Dorn Cello spielen und sieht im Garten die verschleierte Beatrice, die bei Lillis Anblick furchtbar erschrickt.
Herr von Dorn ruft einen Maurer, der mit dem Abriss des Pavillons beginnt, diese Arbeit auf Geheiß seines Auftraggebers aber schnell wieder abbricht. Herr von Dorn hat im Pavillon nämlich Lilli entdeckt und auch, dass der Pavillon nicht ausgeräumt ist, sondern eine ganze Anzahl von Gemälden birgt. Lilli fasst auf Anhieb große Sympathie für Herrn von Dorn, behandelt ihn mit Rücksicht auf Bärbchen, die ihn als Unmenschen beschrieben hatte, aber abweisend. Bärbchens Hausknecht, Sauer, birgt die Bilder. Herr von Dorn setzt er die Abbrucharbeiten nicht fort und nutzt eine zufällige Begegnung mit Lilli im Walde dazu, um sie zu bitten, zwischen beiden Familien zu vermitteln. Er versichert ihr, dass die Feindseligkeit allein von Bärbchen ausgehe, während er nichts als Aussöhnung wünsche. Lilli ist verwirrt und weiß nicht, ob sie ihm oder Bärbchen glauben soll.
Wenig später beobachtet Herr von Dorn, wie ein Verehrer Lilli einen Handkuss aufzwingt. Er verliert darüber die Fassung, denn längst liebt er sie. Als Lilli dann auch noch zur Hochzeit einer Freundin eingeladen wird und Herr von Dorn damit rechnet, dass der zudringliche Galan sie dorthin begleiten wird, packt die Eifersucht ihn so sehr, dass er eine Aussprache mit Lilli sucht. Diese konfrontiert ihn mit ihrem vermeintlichen Wissen über seine Umtriebe als „Blaubart“. Das Missverständnis um Beatrice ist schnell aufgeklärt: sie ist Herrn von Dorns Halbschwester und leidet an einer entstellenden Krankheit; die Geschwister lieben sich innig und Beatrices Zurückgezogenheit entspricht ihrem eigenen Wunsch. Der afrikanische Diener ist ein treuer Verbündeter. Den Pavillon hat Herr von Dorn nur abreißen lassen wollen, um Beatrice vor fremden Blicken zu schützen. Herr von Dorn ist erleichtert, denn er glaubt endlich zu verstehen, warum Lilli ihn so abweisend behandelt hat. Dabei unterschätzt er freilich Lillis Loyalität zu ihrer geliebten mütterlichen Freundin Bärbchen. Als er Lilli nun seine Liebe gesteht, will sie davon nichts wissen.
Bärbchen lädt zu einem großen Souper, für das auch die aus dem Pavillon geborgenen Gemälde aufgehängt werden sollen. Durch eine Ungeschicklichkeit des Hausknechts Sauer kommt eines der Bilder zu Schaden, und hinter der zerrissenen Leinwand erscheint das verloren geglaubte Van-Dyck-Gemälde. Bärbchen erkennt, dass ihr Großvater Erich tatsächlich der Dieb des Bildes und dass ihre Voreingenommenheit gegen die Hubert-Familie unberechtigt war. Beschämt beschließt sie, sich bei Herrn von Dorn zu entschuldigen und ihm das Bild zurückzugeben. Doch noch bevor sie das tun kann, entdeckt Lilli, dass der Familienstreit sie von ihrem Geliebten nicht fernhalten kann. Lilli und Herr von Dorn werden ein Paar.

## Ausgaben (Auswahl)
- Blaubart. In: Thüringer Erzählungen: Schulmeisters Marie, Die zwölf Apostel, Blaubart, Amtmanns Magd. Hofenberg, 2018, ISBN 978-3-7437-2576-8, S. 113–183.